# Jon Provost
Pour les articles homonymes, voir Provost.
Jon Provost est un acteur américain né le 12 mars 1950 à Los Angeles, Californie (États-Unis).

## Biographie

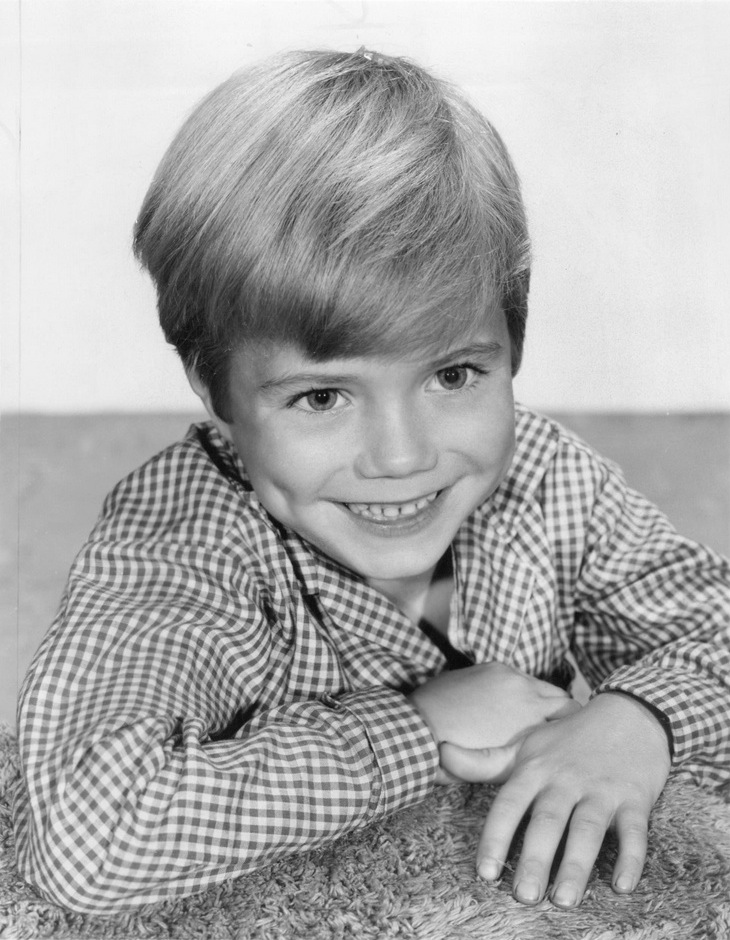
Jon Provost en 1957, photo de promotion pour Lassie.

## Filmographie
- 1953 : Mon grand (So Big)
- 1954 : Une fille de la province (The Country Girl) : Johnnie Elgin
- 1956 : He Laughed Last de Blake Edwards : Un enfant
- 1956 : Les Échappés du néant (Back from Eternity), de John Farrow : Tommy Malone
- 1956 : Je reviens de l'enfer (Toward the Unknown) : Joe Craven Jr.
- 1957 : Escapade au Japon (Escapade in Japan) : Tony Saunders
- 1957 : All Mine to Give : Bobby
- 1957-1964 : Lassie (série télévisée)
- 1963 : Lassie: A Christmas Tail : Timmy Martin
- 1965 : Lassie's Great Adventure : Timmy Martin
- 1966 : Propriété interdite (This Property Is Condemned), de Sydney Pollack : Tom
- 1969 : L'Ordinateur en folie (The Computer Wore Tennis Shoes) : Bradley
- 1970 : The Secret of the Sacred Forest : Jimmi
- 1989 : Les Nouvelles aventures de Lassie (en) (The New Lassie) (série TV) : Steve McCullough